# Airports Authority of India
L'Airports Authority of India (AAI) è l'autorità indiana di regolamentazione tecnica, certificazione e vigilanza nel settore dell'aviazione civile sottoposta al controllo del Ministero dell'Aviazione Civile Indiano e del Governo Indiano.